# Bridgwater Motor Company
Bridgwater Motor Company war ein britischer Händler und Hersteller von Automobilen.

## Unternehmensgeschichte
Das Unternehmen ging aus der 1887 in East Quay gegründeten Harry Carver’s Cycle Works hervor. 1900 begann die Reparatur von Motorrädern und Automobilen. 1902 kam der Vertrieb von Fahrzeugen der Marken De Dion-Bouton und Motor Manufacturing Company dazu. 1904 folgte der Umzug nach Eastover bei Bridgwater. Die Produktion eigener Automobile lief von 1905 bis 1908. Der Markenname lautete Bridgwater. Insgesamt entstanden elf oder zwölf Fahrzeuge. Eine andere Quelle listet exakt elf Fahrzeuge auf. Als Händler für Austin und Renault existierte das Unternehmen bis 1994.

## Fahrzeuge
Die Basis der Fahrzeuge bildeten Fahrgestelle von Malicet & Blin. Einbaumotoren wurden von Établissements Ballot und White & Poppe bezogen. Eine Quelle nennt die Modelle 16/20 HP und 24/30 HP mit Ballot-Motoren sowie 12 HP und 14 HP. Bei allen Motoren handelte es sich um Vierzylindermotoren mit T-Kopf. Die Karosserien fertigte Raworth & Co. aus dem gleichen Ort.

## Fahrzeugübersicht
| Erstzulassung | Modell   | Aufbau                        | Kennzeichen | zugelassen auf                       |
| ------------- | -------- | ----------------------------- | ----------- | ------------------------------------ |
| 08.03.1905    | 12 HP    | Tonneau mit seitlichem Zugang | Y 328       | Cyril Chester Master aus Bridgwater  |
| 11.05.1905    | 16 HP    | Brougham                      | Y 360       | Edgar Harry Watson aus Taunton       |
| 11.07.1905    | 24 HP    | Doppelphaeton                 | Y 167       | Philip Francis C. Elwes aus Somerton |
| 07.09.1905    | 18/18 HP | Tourenwagen                   | AO 571      | C. Capel aus Gloucester              |
| 06.10.1905    | 14 HP    | Tonneau                       | Y 420       | Enid Mortimer Bernard aus Oakfield   |
| 23.04.1906    | 16/20 HP | Doppelphaeton                 | Y 492       | Bridgwater Motor Company             |
| 17.06.1907    | 16 HP    | Tonneau mit seitlichem Zugang | Y 684       | Bridgwater Motor Company             |
| 19.08.1907    | 16/20 HP | Doppelphaeton                 | Y 716       | Bridgwater Motor Company             |
| 17.11.1908    | 16/20 HP | Doppelphaeton                 | Y 900       | Bridgwater Motor Company             |
| 17.11.1908    | 16/20 HP | Doppelphaeton                 | Y 901       | Bridgwater Motor Company             |
| 30.12.1908    | 16/20 HP | Doppelphaeton                 | Y 916       | Bridgwater Motor Company             |